# Beverteich
Das Naturschutzgebiet Beverteich liegt auf dem Gebiet der Stadt Hückeswagen im Oberbergischen Kreis in Nordrhein-Westfalen.
Das 9,50 ha große Gebiet, das im Jahr 1993 unter Naturschutz gestellt wurde, erstreckt sich südöstlich der Kernstadt Hückeswagen direkt an der am südlichen Rand vorbeiführenden Kreisstraße 5. Westlich fließt die Wupper und verläuft die B 237. Nordöstlich erstreckt sich die Bevertalsperre mit einer Wasseroberfläche von 200 ha. Der namensgebende Teich liegt im Verlauf der Bever kurz vor ihrer Mündung in die Wupper.

## Beschreibung
Das Naturschutzgebiet umfasst den etwa rechteckigen Stauteich mit einer Größe von ca. 450 m × 150 m bei Hartkopsbever und den sich östlich anschließenden Grünzug bis zur Staumauer der Bevertalsperre. Im Westteil weist der Beverstauteich offene Wasserfläche mit ausgedehnter Flachwasserzone auf, wo sich Schwimm- und Unterwasserpflanzenbestände sich entwickeln konnten. Im östliche Bereich, der periodisch überschwemmt wird, haben sich im Verlandungsbereich großflächige Schilf-Röhrichtbestände angesiedelt. Daran schließt sich ein Feuchtstauden-Röhrichtbestand an, der mit Erlen- und Weidengebüsch durchsetzt ist. Im sumpfigen Erlenwald hat sich stellenweise Torfmoos gebildet. Nach Norden schließt sich ein kleines Eichen-Buchenwäldchen mit einem trockengefallenen Kerbtälchen an. Im Süden verläuft der Beverbach kanalisiert und wird von Rohrglanzgras- und Pestwurz-Brennnesselgesellschaften begleitet.

## Schutzziele
- Erhaltung eines Stillgewässers mit gut ausgebildeten Unterwasser-Schwimmpflanzen- und Röhrichtzonen
- Erhaltung und Wiederherstellung angrenzender Verlandungszonen mit Auenwaldkomplex

Das Gebiet weist seltene und gefährdete Pflanzenarten auf und soll als Rast- und Brutplatz für seltene und gefährdete Wasservogelarten und als Lebensraum für Amphibien gesichert werden. Die Flora in und um das Gewässer umfasst z. B. Gemeiner Wasser-Hahnenfuß (Ranunculus aquatilis), Rauhes Hornblatt (Ceratophyllum demersum), Sumpf-Schwertlilie (Iris pseudacorus), Sumpf-Schafgarbe (Achillea ptarmica) und Sumpf-Dotterblume (Caltha palustris). An Tierarten sind u. a. Grasfrosch (Rana temporaria), Blässhuhn (Fulica atra) und Graureiher (Ardea cinerea) vertreten.

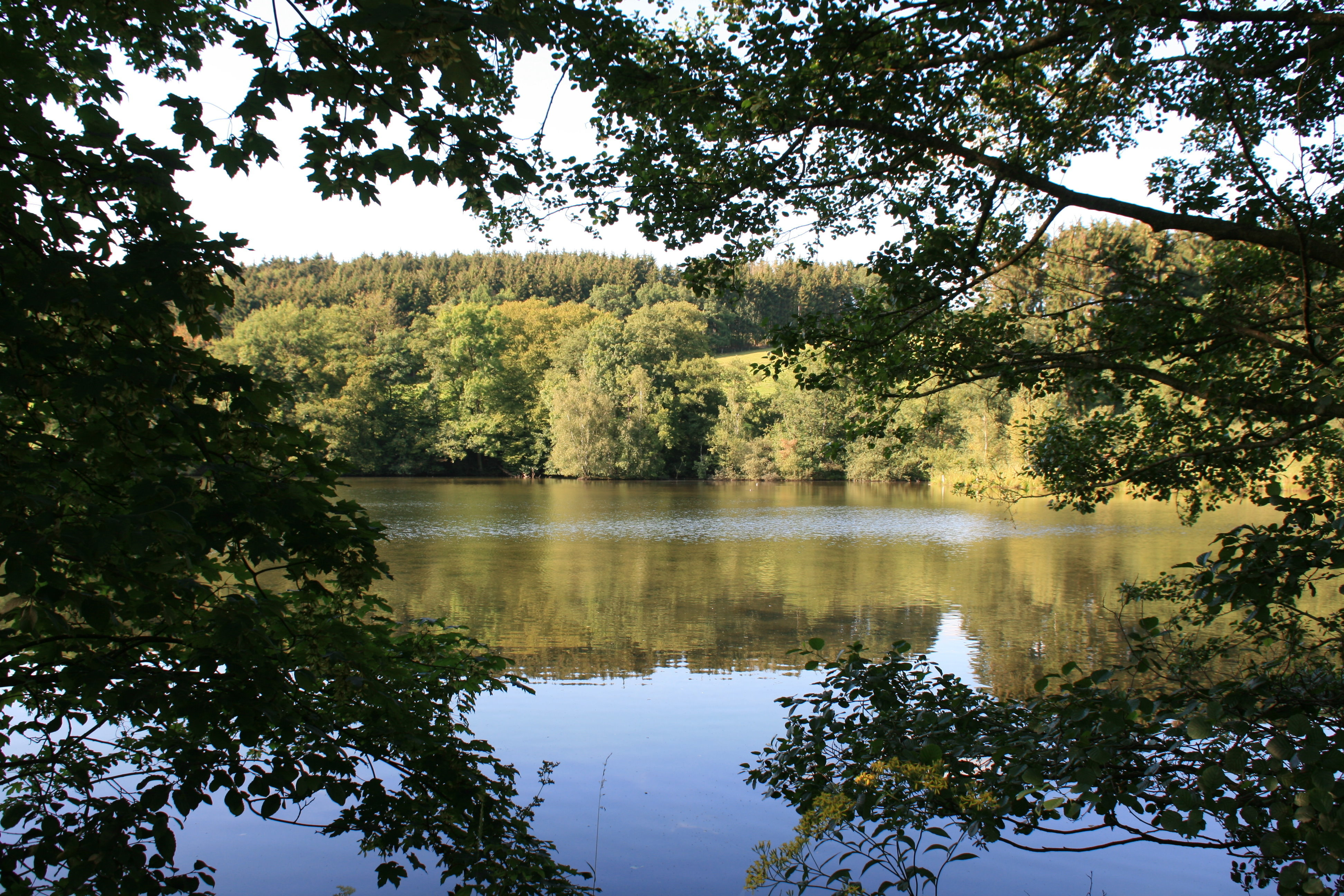
Beverteich
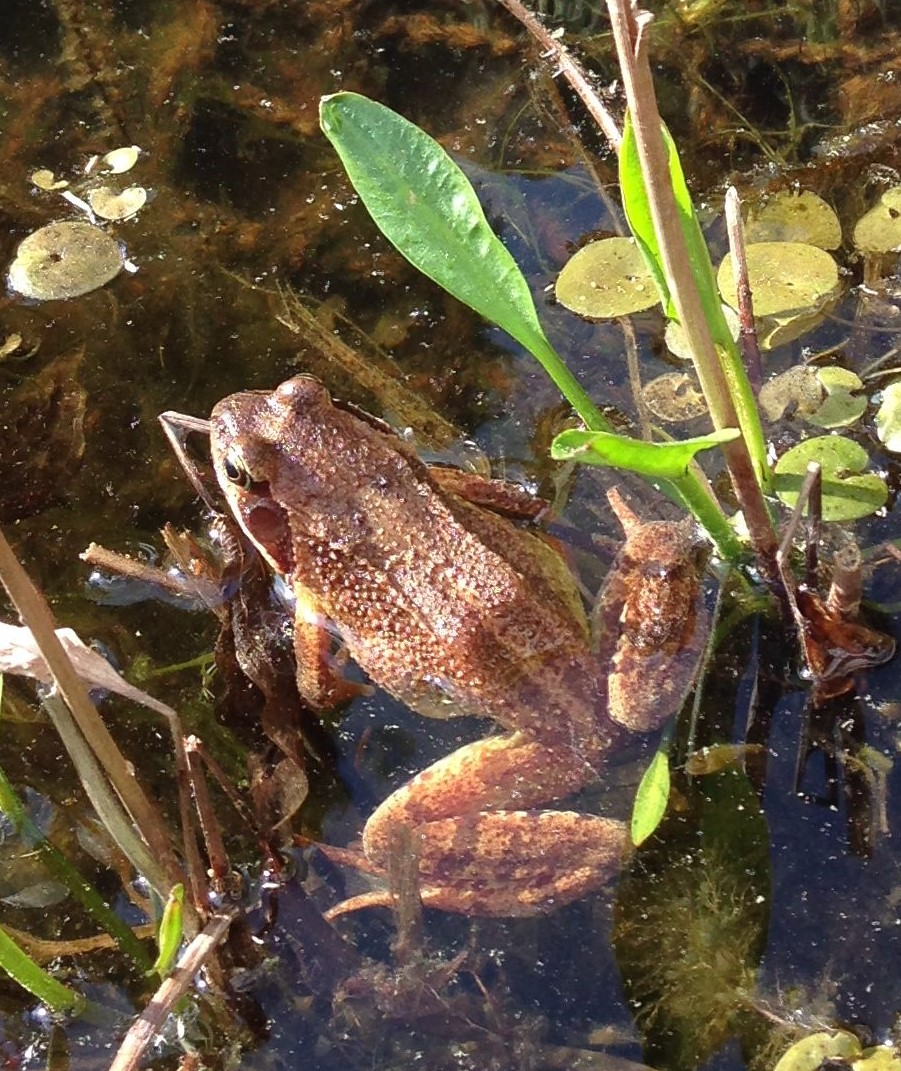
Grasfrosch (Rana temporaria)
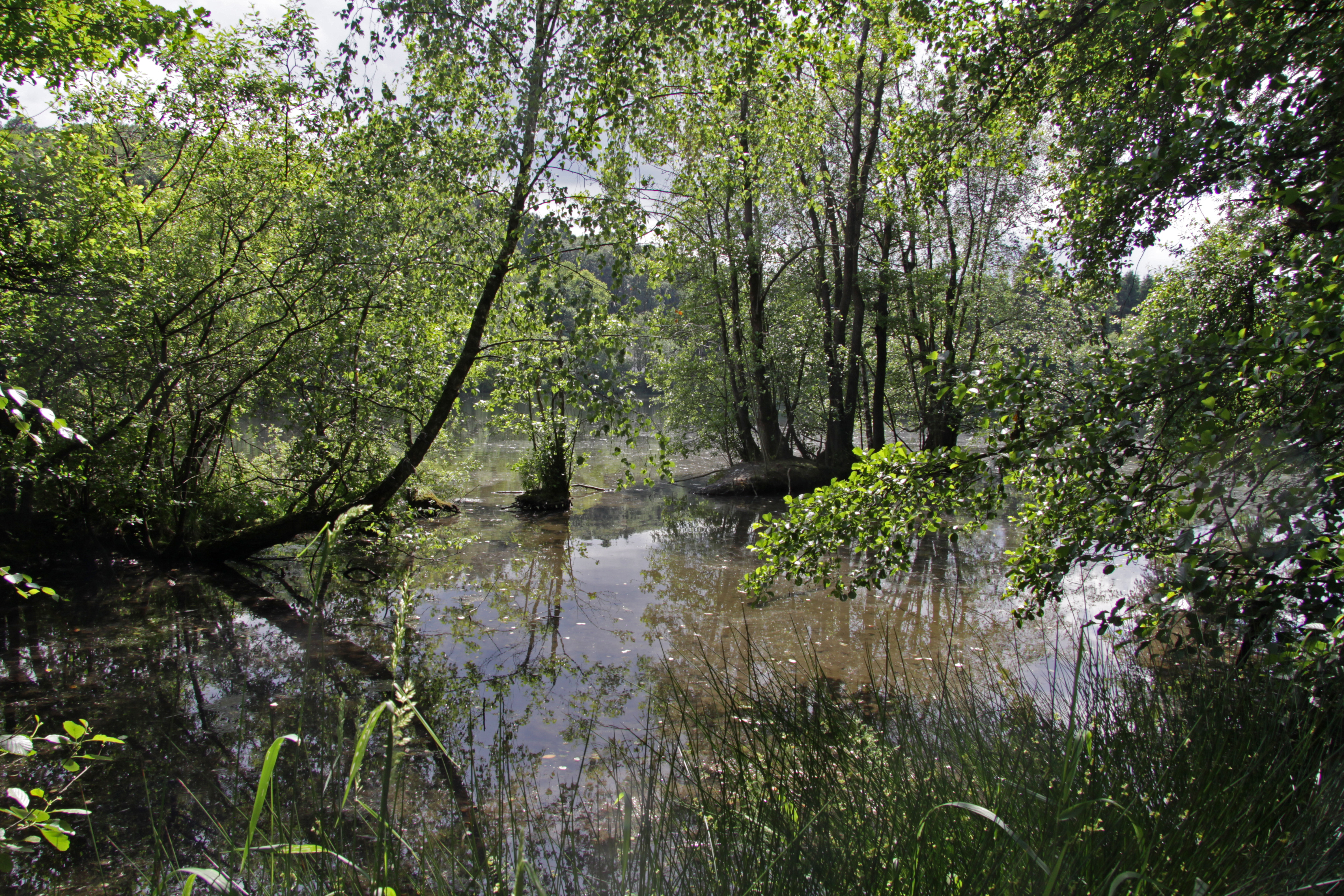
Beverteich im Flachwasserbereich
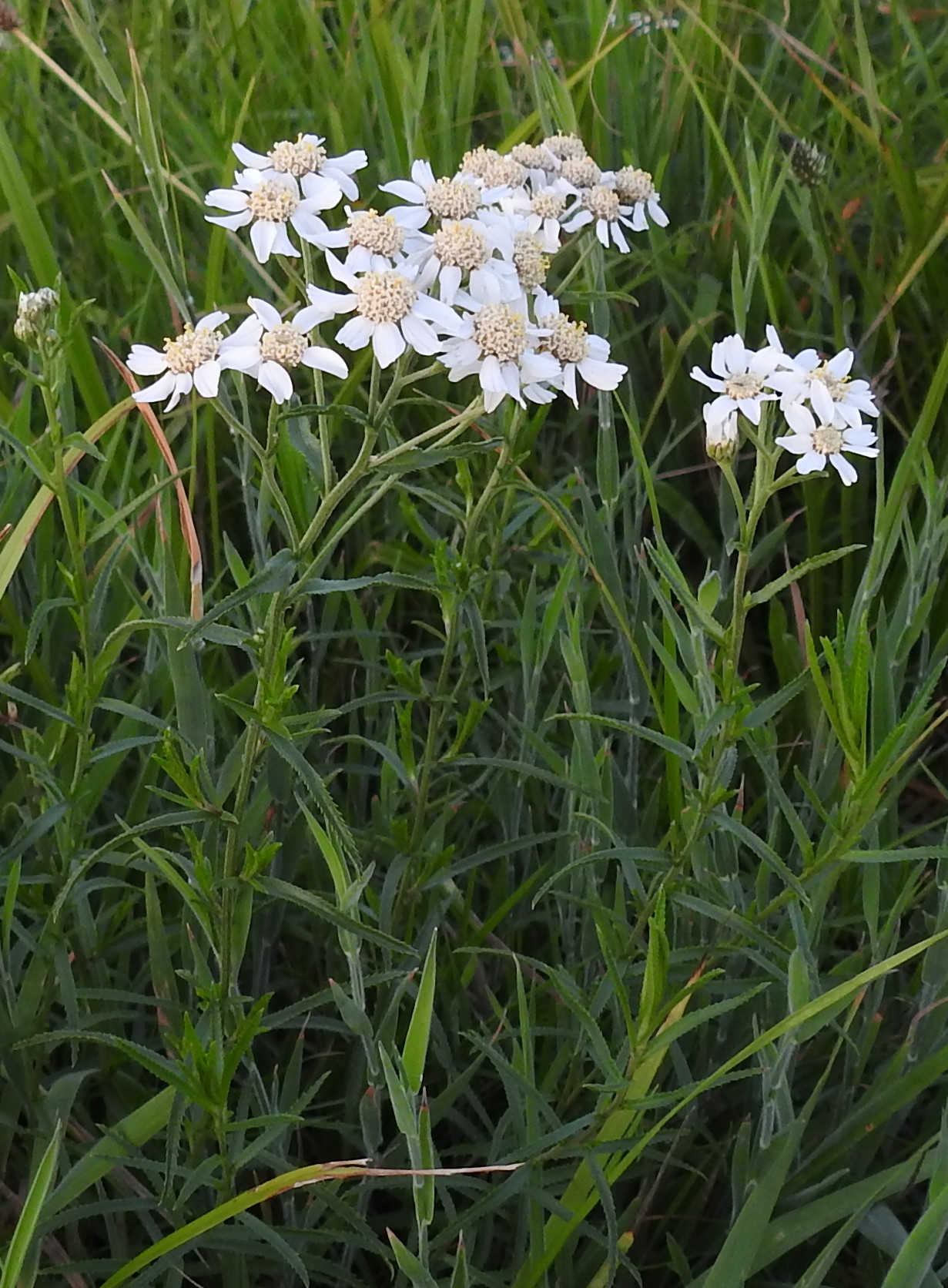
Sumpf-Schafgarbe (Achillea ptarmica)
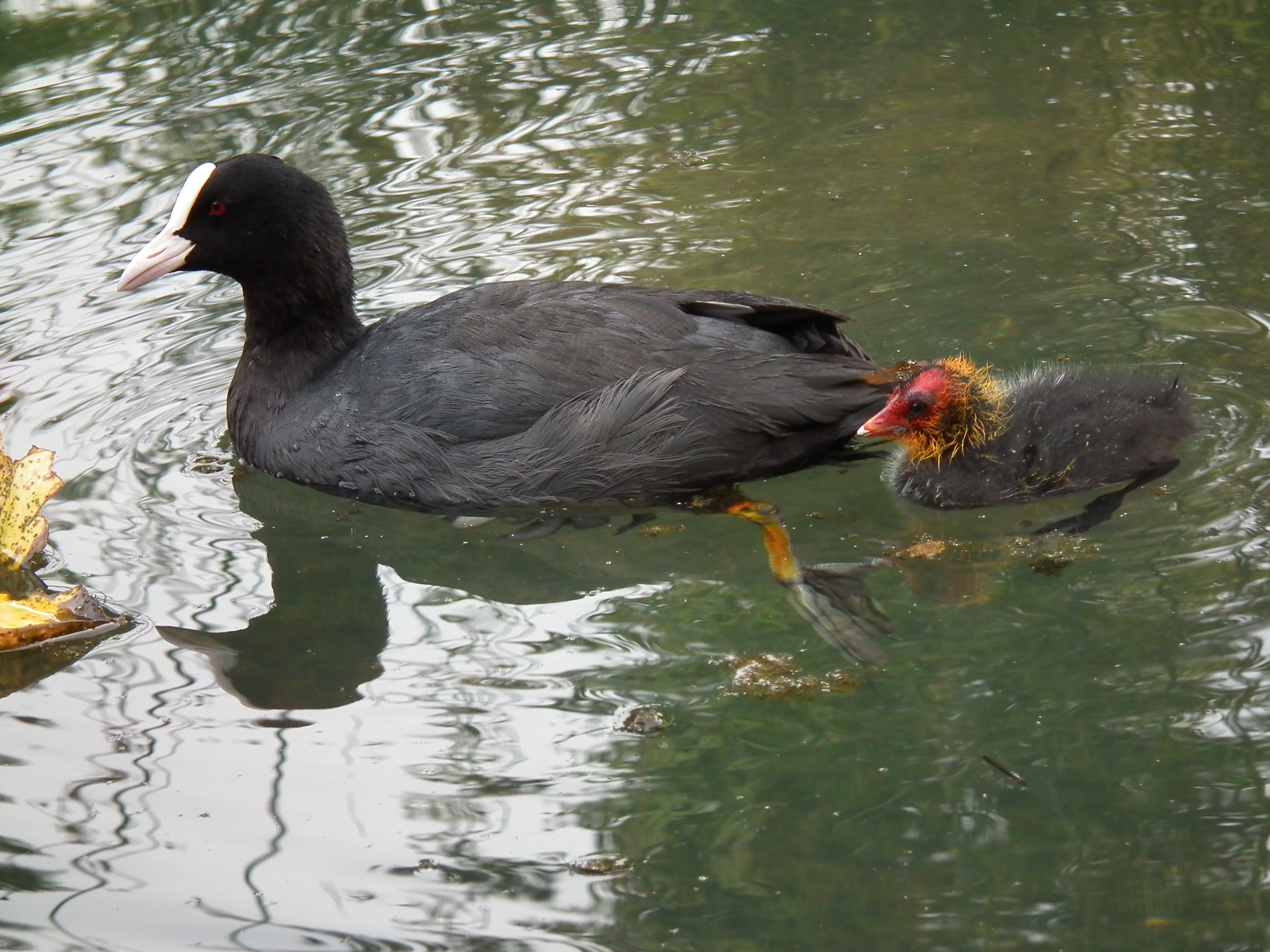
Blässhuhn (Fulica atra) mit Küken
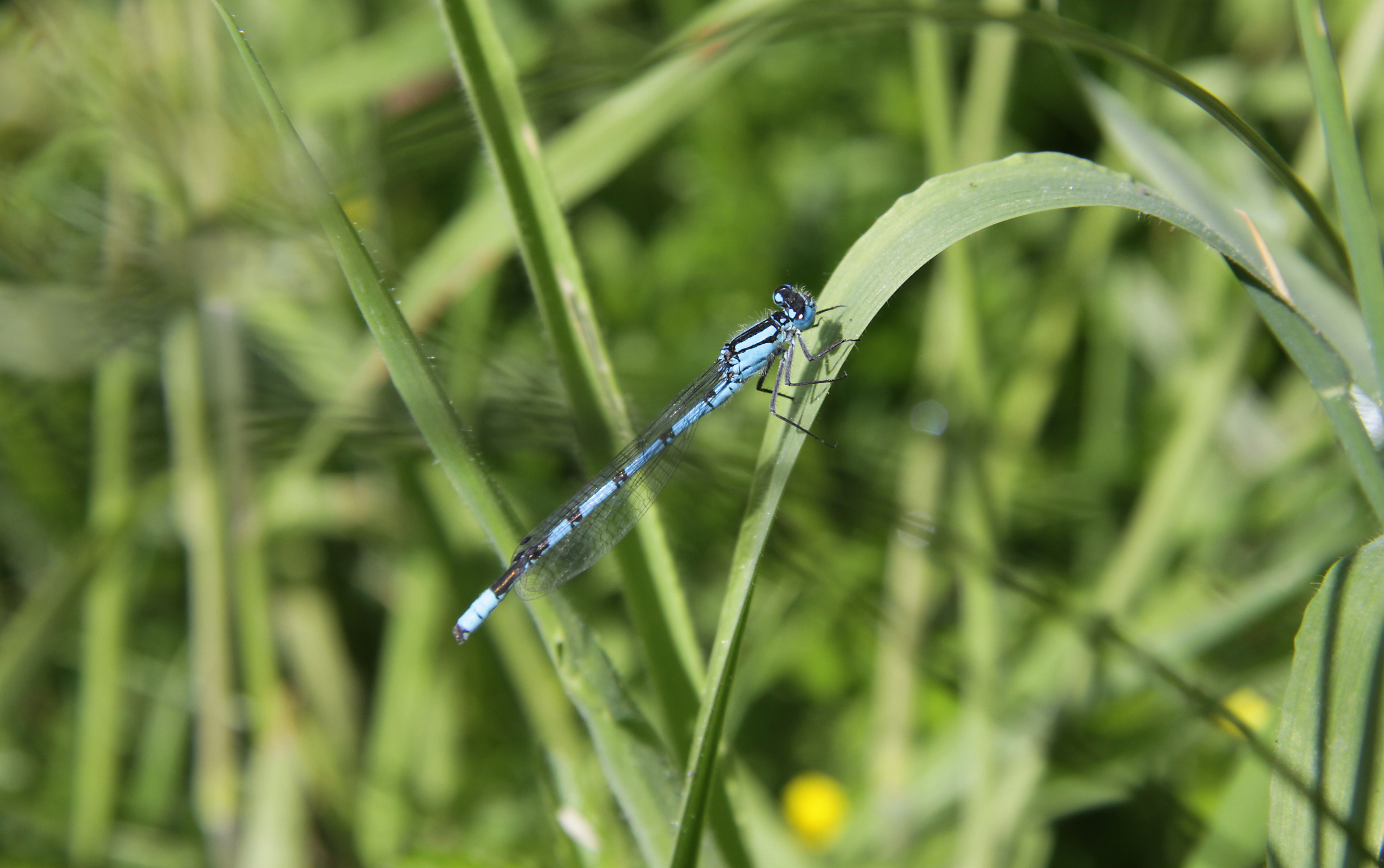
Gemeine Becherjungfer (Enallagma cyathigerum) am Beverteich
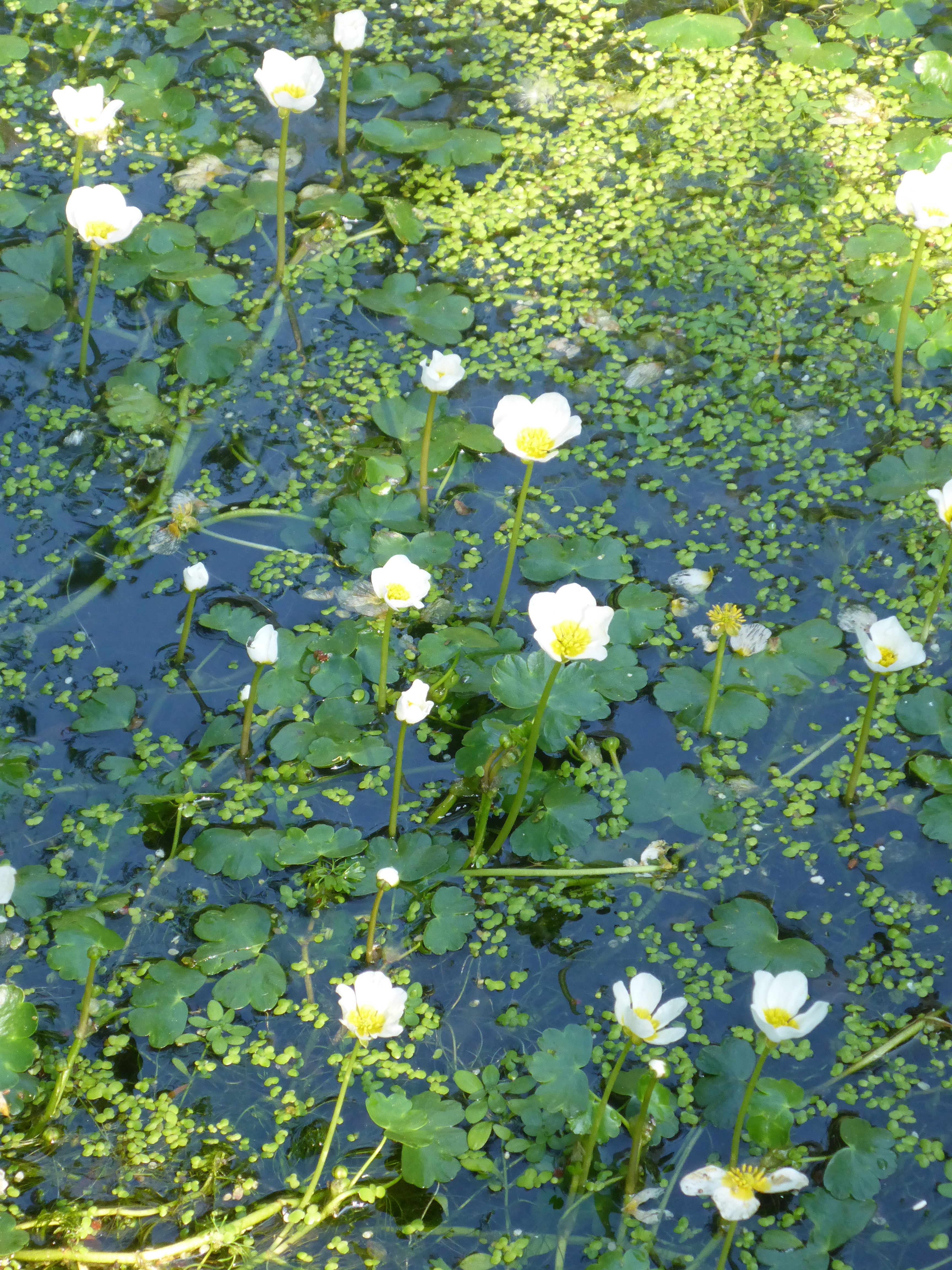
Gewöhnlicher Wasserhahnenfuß (Ranunculus aquatilis)
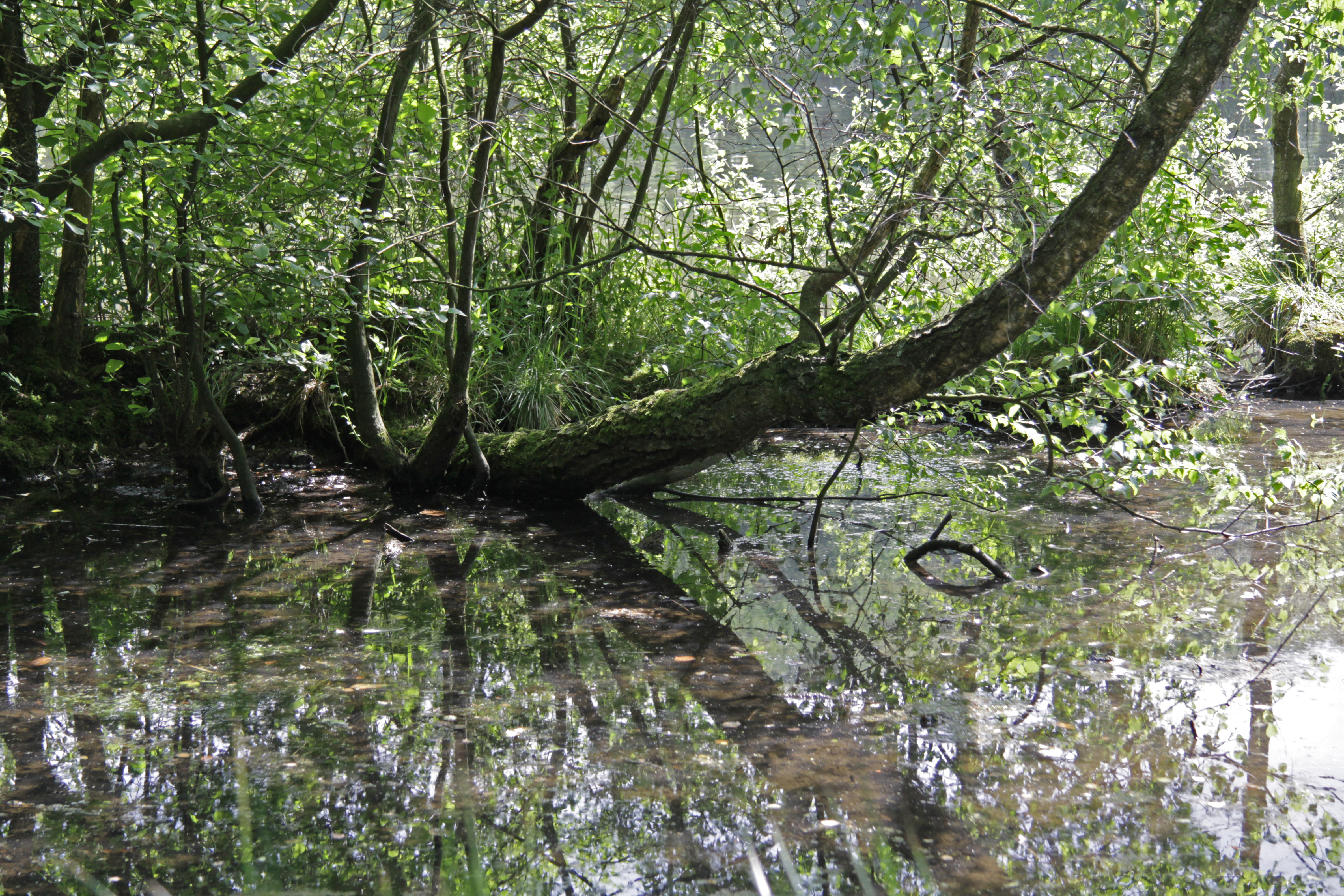
Beverteich mit Ufergebüsch in der Flachwasserzone
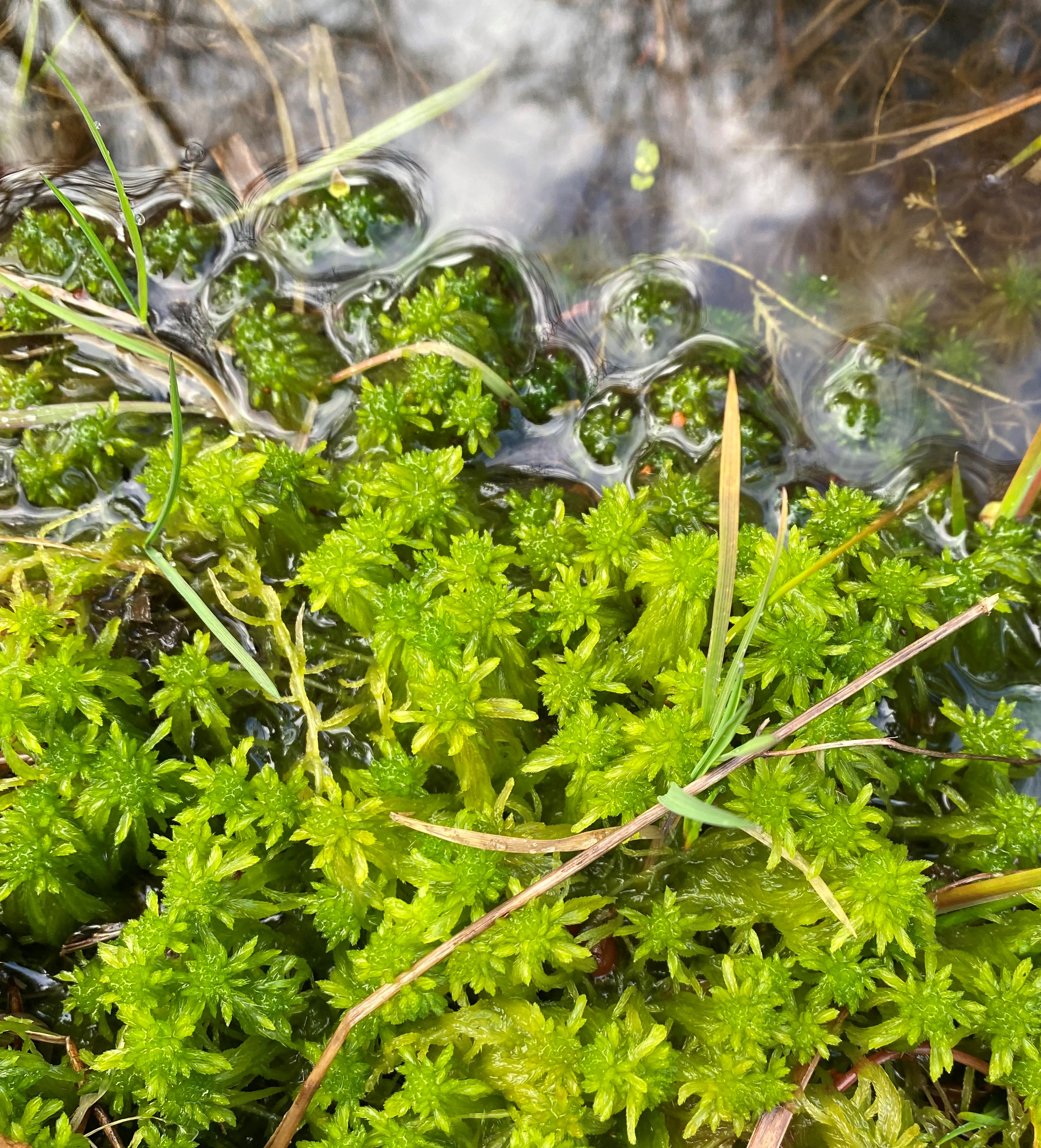
Torfmoos (Sphagnum spec.)
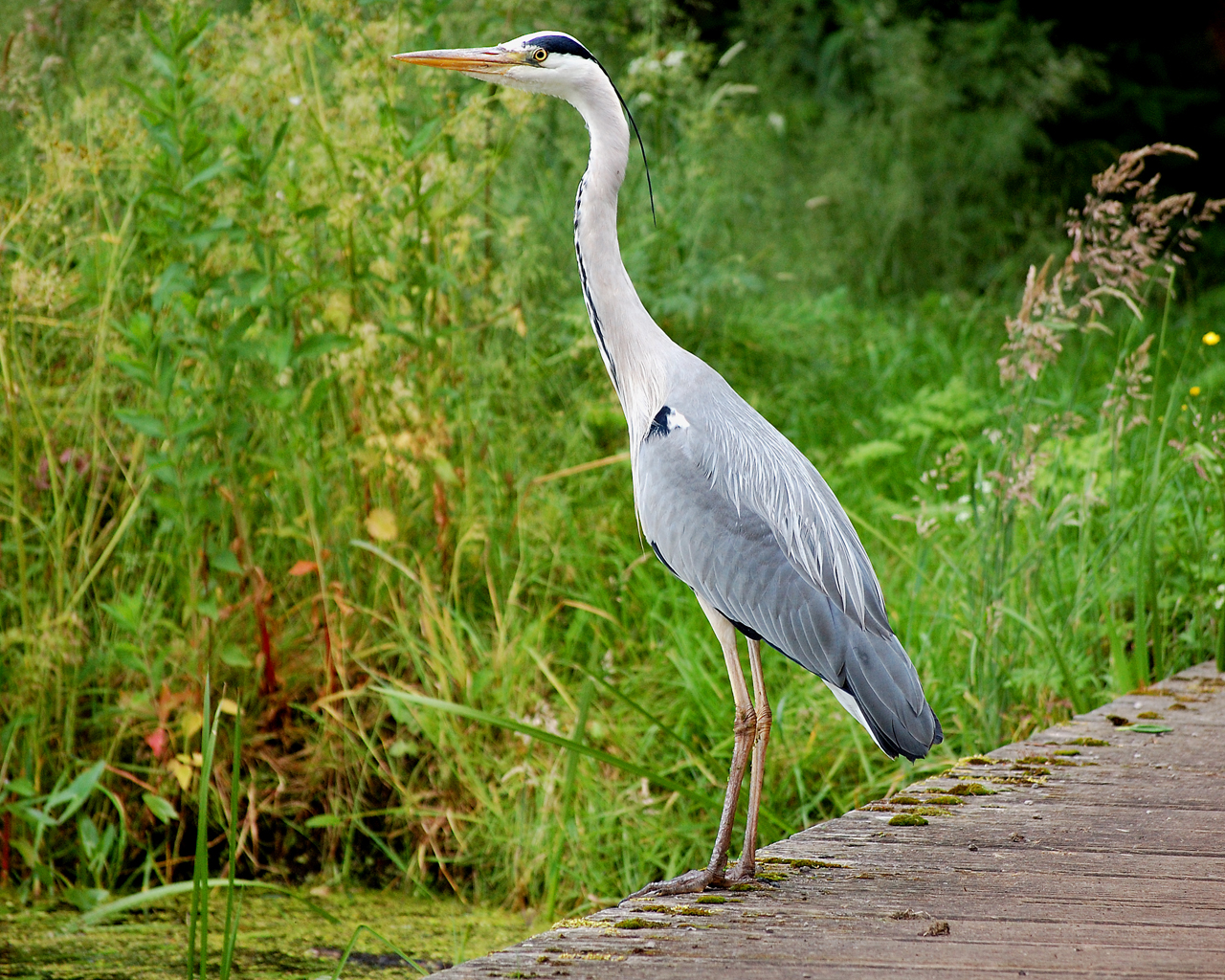
Graureiher (Ardea cinerea)